# Juan Pablo Muciño
Juan Pablo Muciño Camacho ist ein ehemaliger mexikanischer Fußballspieler auf der Position eines Stürmers.

## Laufbahn
Muciño stand im Laufe der 1980er-Jahre bei diversen mexikanischen Vereinen unter Vertrag: 1981/82 beim Hauptstadtverein UNAM Pumas, von 1983 bis 1985 beim Club León, 1986/87 bei Deportivo Toluca, 1987/88 bei Deportivo Guadalajara sowie 1988/89 beim CD Cruz Azul, wo er jedoch lediglich zu einem 19-minütigen Einsatz kam.